# Bryson Pope
Bryson Pope, né le 7 mars 1990, à Ploemeur, en France, est un joueur français de basket-ball. Il évolue au poste d'ailier et d'ailier fort. Il est le fils de Derrick Pope et le frère de Nicholas Pope.

## Biographie

### Cognac (2013-2014)
Bryson Pope arrive fin septembre de NCAA, il est de retour de blessure. Jouant moins de 10 minutes par match, la saison s'avère compliquée et il n'arrive pas à s'imposer.

### Caen (2014-2023)
Bryson signe à Caen le 3 août 2014 dans le but d'enfin lancer sa carrière professionnelle. Au fil des saisons, il contribue aux promotions de l'équipe : Caen parvient à se hisser en NM1 en 2015 puis en Pro B en 2017. Avec ces deux titres remportés, il devient un joueur incontournable du club, mais aussi du basket français. Sa mécanique de shoot particulière lui permet d'apporter régulièrement de précieux points à son équipe. Renouvelant son contrat chaque année pour un an supplémentaire, Pope est un symbole de longévité puisqu'il entame sa neuvième saison au club en 2023. Puis il quitte le club dans la saison 2023-2024.

## Palmarès
- 2017 : Champion de France de Nationale 1
- 2015 : Champion de France de Nationale 2